# Parafia św. Marii Magdaleny w Zamysłowie
Parafia św. Marii Magdaleny w Zamysłowie – parafia rzymskokatolicka, terytorialnie i administracyjnie należąca do diecezji zielonogórsko-gorzowskiej, do dekanatu Wschowa, erygowana 1 lipca 1923. W parafii posługują księża diecezjalni. 